# 26424 Jacquelihung
26424 Jacquelihung è un asteroide della fascia principale. Scoperto nel 1999, presenta un'orbita caratterizzata da un semiasse maggiore pari a 2,3221545 UA e da un'eccentricità di 0,1250434, inclinata di 3,60128° rispetto all'eclittica.